# Images Doc
Images Doc est un magazine mensuel du groupe français Bayard presse. Né en janvier 1989, il est destiné aux enfants de 8 à 12 ans auxquels il propose d'explorer quatre thématiques documentaires : la nature, le monde, l'histoire et la science.

## Description
Images Doc est un magazine à tirage mensuel, créé en 1989 par le groupe de presse français Bayard. Son écriture visuelle est avant tout photographique ; il diffuse notamment des reportages réalisés par des photographes renommés. Des spécialistes sont sollicités pour apporter à l'équipe de rédaction leur relecture scientifique du contenu éditorial. Dans ses pages, Images Doc propose à son jeune lectorat de réaliser des expériences didactiques et le sensibilise à la protection de l'environnement par la mise en avant de problématiques relatives au développement durable.
Le premier numéro parait en janvier 1989 en offre promotionnelle de vingt francs au lieu de vingt-sept francs (comme le numéro de février de la même année). La une de ce numéro annonce des sujets qui portent sur l'hibernation, la Grèce antique et un reportage photo au Sahara, mais le numéro propose d'autres sujets non annoncés en une (comme l'Airbus A320, présenté comme « l'avion du futur »).

## Rubriques
- « Tarzine et les Malopatt »
- « C'est l'actu » : découverte de l'actu en photo
- « À la loupe » : décryptage d'une photo connue d'actualité
- « Ton agenda » : les rendez-vous importants du mois
- « Toutes tes questions » : Images Doc répond aux questions envoyés par les lecteurs
- « La photo mystère »
- « Le grand doc » : un grand documentaire illustré
- « Le reportage » : images Doc aide les enfants à répondre sur une question qu'ils se posent
- « La BD Doc » : une BD sur les grands moments et les personnes importantes de l'histoire
- « C'est dans l'actu »
- « L'animal » : un grand reportage sur un animal
- « Le club écolo » : apprendre aux enfants à respecter et préserver la planète
- « Labo science » : une expérience scientifique à faire à la maison
- « Les jeux malins »
- « Courrier »
- « Le quizz »
- La BD « D comme Darwin »

## Podcast
Images Doc a créé deux podcasts pour les enfants :
- « Qui a inventé » : le podcast qui raconte les petites et les grandes histoires des inventions qui ont changé l'humanité[2]
- « Curieux de science » : un podcast en coproduction avec le Muséum national d'histoire naturelle qui invite petits et grands à explorer de grandes questions des sciences de la vie, de l’humain et de la Terre[3].